# Almodôvar e Graça dos Padrões
Almodôvar e Graça dos Padrões (oficialmente: União das Freguesias de Almodôvar e Graça dos Padrões) é uma freguesia portuguesa do município de Almodôvar, com 257,07 km² de área e 3966 habitantes (censo de 2021). A sua densidade populacional é 15,4 hab./km².

## História
Foi constituída em 2013, no âmbito de uma reforma administrativa nacional, pela agregação das antigas freguesias de Almodôvar e Senhora da Graça de Padrões com sede em Almodôvar.

## Demografia
A população registada nos censos foi:
| Distribuição da População por Grupos Etários | Distribuição da População por Grupos Etários | Distribuição da População por Grupos Etários | Distribuição da População por Grupos Etários | Distribuição da População por Grupos Etários | Distribuição da População por Grupos Etários |
| -------------------------------------------- | -------------------------------------------- | -------------------------------------------- | -------------------------------------------- | -------------------------------------------- | -------------------------------------------- |
| Antes da agregação                           |                                              |                                              |                                              |                                              |                                              |
| Ano                                          | 0-14 anos                                    | 15-24 anos                                   | 25-64 anos                                   | >= 65 anos                                   | Total                                        |
| 2001                                         | 548                                          | 560                                          | 2112                                         | 872                                          | 4092                                         |
| 2011                                         | 574                                          | 395                                          | 2195                                         | 1004                                         | 4168                                         |
| Após a agregação                             |                                              |                                              |                                              |                                              |                                              |
| Ano                                          | 0-14 anos                                    | 15-24 anos                                   | 25-64 anos                                   | >= 65 anos                                   | Total                                        |
| 2021                                         | 508                                          | 368                                          | 2034                                         | 1056                                         | 3966                                         |